# Mielonek
Mielonek (dodatkowa nazwa w j. kaszub. Mielónk) – część wsi Mielno w Polsce, położona w województwie pomorskim, w powiecie bytowskim, w gminie Lipnica, na Równinie Charzykowskiej w regionie Kaszub zwanym Gochami. Wchodzi w skład sołectwa Mielno
W latach 1975–1998 Mielonek administracyjnie należał do województwa słupskiego.
Na południe od Mielonka znajduje się jezioro Mielonek.